# Embalse de Camporredondo
El embalse de Camporredondo está situado en el municipio de Velilla del Río Carrión, en la comarca del Alto Carrión de la provincia de Palencia, comunidad autónoma de Castilla y León, España. La presa está situada a la altura de la localidad de Camporredondo de Alba.

## Descripción

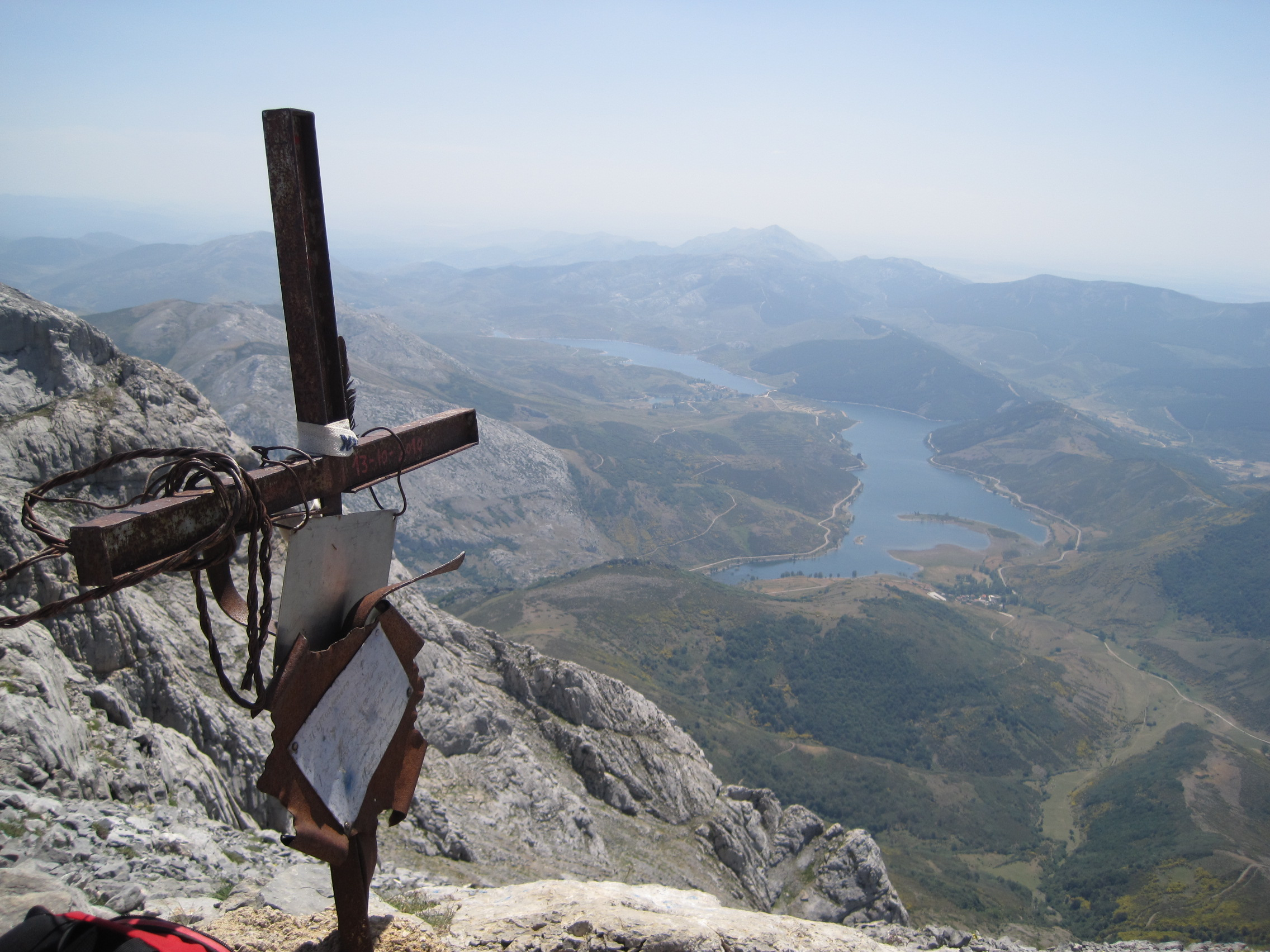
Vista del embalse desde el pico Espigüete.

Regula las aguas del río Carrión, el cual discurre íntegramente por la provincia de Palencia a lo largo de casi 200 km hasta desembocar en el Pisuerga, junto con el embalse de Compuerto construidos con una diferencia de 30 años.
El más antiguo de ambos es el de Camporredondo, que entró en servicio en 1930, e inaugurado por Alfonso XIII. Su nombre original era Embalse Príncipe Alfonso en honor al Príncipe de Asturias Alfonso de Borbón y Battenberg, primogénito del monarca.
La presa se encuentra a escasa distancia de la cola del embalse de Compuerto. Ambos embalses están dentro parque natural Montaña Palentina, al igual que los embalses de Cervera, y Requejada. Todos ellos forman parte encía, de la llamada "Ruta de los Pantanos", que recibe cada año la visita de miles de turistas para gozar de la limpieza de las aguas y de la espectacularidad de los paisajes de montaña.
Este embalse crea una zona regable que, por las características de la comarca donde está enclavada, es de gran importancia para la economía de un amplio territorio de las provincias de Palencia y Valladolid, que gracias al agua han cambiado a lo largo de los años sus cultivos tradicionales de secano por otros más rentables, como remolacha, maíz o alfalfa.
La presa de Camporredondo es de gravedad de planta curva y para su construcción se utilizaron más de 172 000 m³ de hormigón ciclópeo, formado por piedras que superan la media tonelada. 
Este embalse puede almacenar 70 millones de m³ de agua.
El embalse ha sido vaciado varias veces para acometer reparaciones, las dos últimas en 1999 para acometer la mecanización de las compuertas y en 2015 para reparar fugas de agua en el paramento.

## Datos técnicos

### Características de la presa
- Término municipal: Velilla del Río Carrión (Palencia)
- Propietario: Estado
- Año de puesta en servicio: 1930
- Tipo de presa: gravedad de planta curva
- Espesor en coronación: 3,30 m
- Altura sobre cimientos: 75,50 m
- Altura sobre el cauce: 67,50 m
- Cota de coronación: 1292,20 m s. n. m.
- Longitud en coronación: 160 m
- Longitud de las galerías internas: 280 m
- Hormigón utilizado para el cuerpo de la presa: 172 400 m³
- Número de aliviaderos: 2
- Número de desagües de fondo: 2
- Capacidad máxima de los desagües: 42 m³/s
- Proyectista: Vicente Valcárcel
- Empresa constructora: Estado

### Características del embalse
- Río: Carrión
- Superficie de la cuenca: 228 km²
- Capacidad del embalse: 70 hm³
- Superficie del embalse: 388 ha
- Cota de máximo embalse normal: 1290,70 m s. n. m.
- Longitud de costa: 22 km
- Precipitación media anual: 1350 mm
- Zona regable: 50 000 ha (junto con el embalse de Compuerto)
- Términos municipales afectados: Municipio de Velilla del Río Carrión en las localidades de Cardaño de Abajo, Alba de los Cardaños y Camporredondo de Alba. Municipio de Triollo en Triollo

### Producción de energía hidroeléctrica
- Fecha de inicio de la explotación: 1932
- Empresa concesionaria: "Minicentrales Dos"
- Potencia instalada: 11 600 kW
- Energía anual media producible: 24,5 GWh